# 豊科
豊科（とよしな）は長野県安曇野市の町丁。官公庁や工場、商業施設等が集積する同市の中心市街地である。当地域の「住宅基本台帳人口」は14,834人（2020年1月1日）。

## 概要
南北を貫通する国道147号（糸魚川街道）沿いに市街地が形成され、JR大糸線が国道の西を並行する。また東西を長野県道57号安曇野インター堀金線が通る。上鳥羽・下鳥羽・本村・吉野・成相町・新田6つの行政区からなる。

## 地理
安曇野市の中央部に位置した平坦な扇状地である。南西隣は西山に向かってゆっくりと流れる有名な拾ヶ堰が横断する堀金で、その境は万水川（よろずいがわ）である。その川の3〜4km下流は1990年に公開された黒澤明監督の映画『夢』の撮影の為に作られた大きな水車がそのままの形で残っている。周りは透き通った水の河川・水路が多い。ドイツ人のお雇い外国人ナウマンが1886年に命名したフォッサマグナの西端に位置し、糸魚川静岡構造線活断層の直近でもある。
河川・用水路
- 万水川
- 新田堰 末端は、万水川へ合流
- 矢原堰

### 地価
住宅地の地価は、2025年（令和7年）1月1日の公示地価によれば、豊科5586-27の地点で47,200円/m2となっている
。

## 歴史

### 沿革
- 1608年（慶長13年）頃 - 成相新田町村（新田区）は、成相町村（成相区）とともに千国街道（糸魚川街道）の宿場町成相新田宿として成相本村（本村区）から分村建設されたものであり、伝馬、運搬の要衝の場所であった。
- 1874年（明治7年）10月22日付 - 上鳥羽村・下鳥羽村・本村・吉野村・成相町村・成相新田町村の6か村が合併し、豊科村が発足。
- 1879年（明治12年）1月 - 南安曇郡役所が成相新田町に設置された。郡役所の設置以後、郡の政治的中心地となる。これにより商業、交通の中心としてその地位を高めた。明治初期の豊科村の重要産業は、蚕糸業と足袋裏織であった。
- 1889年（明治22年）4月 - 町村制の施行。3月までは戸長制であった。
- 1915年（大正4年）1月6日 -　信濃鉄道の豊科駅、南豊科駅が開業。
- 1915年（大正4年）4月1日 -　豊科村が町制施行して豊科町となる。
- 1938年（昭和13年） - 呉羽紡績の豊科紡績工場が操業開始。
- 1971年（昭和46年）5月17日-  大部分が都市計画法の市街化区域となり、2012年（平成24年）12月20日の廃止までの間に、現在の市街地が形成された。

## 交通
道路
- 国道147号千国街道（糸魚川街道）
- 長野県道57号安曇野インター堀金線
- 長野県道495号豊科大天井岳線

鉄道
- 東日本旅客鉄道（JR東日本）大糸線
  - 豊科駅
  - 南豊科駅

## 地域

### 施設
- 長野県安曇野庁舎
- 安曇野市役所
- 豊科近代美術館
- 安曇野市豊科郷土博物館
- 安曇野市図書館豊科図書館
- 豊科武道館
- 安曇野警察署
- 豊科消防署
- 豊科郵便局
- 安曇野市商工会館
- まちづくり会館
- JAあづみ本所
- 豊科公園（たこ公園）

### 教育
- 長野県豊科高等学校
- 長野県南安曇農業高等学校
- 安曇野市立豊科南中学校
- 安曇野市立豊科北中学校
- 安曇野市立豊科南小学校

### 健康
- 安曇野赤十字病院
- 長野県立こども病院
- 豊科病院

### 企業
- 長野銀行豊科支店
- 八十二銀行豊科支店
- 長野県信用組合安曇野支店
- 長野県労働金庫あづみ野支店
- 信濃毎日新聞社安曇野支局
- イオン豊科店
- マル井本社
- VAIO本社
- デンソーエアクール本社
- 東洋紡績豊科工場
- KDDI第二電電長野ネットワークセンター - 高さ約90m、この電波塔の頂上の標高は約642mつまり、海抜0mの東京スカイツリーの頂上の高さ634mとほぼ同じ高さである。

## 名所・旧跡・観光スポット・祭事・催事
- 成相新田宿
- 法蔵寺
- 新田神社（しんでんじんじゃ）